# Borsod-Abaúj-Zemplén vármegyei 4. sz. országgyűlési egyéni választókerület
A Borsod-Abaúj-Zemplén vármegyei 4. számú országgyűlési egyéni választókerület egyike annak a 106 választókerületnek, amelyre a 2011. évi CCIII. törvény Magyarország területét felosztja, és amelyben a választópolgárok egy-egy országgyűlési képviselőt választhatnak. A választókerület nevének szabványos rövidítése: Borsod-Abaúj-Zemplén 04. OEVK. Székhelye: Kazincbarcika

## Területe
A választókerület az alábbi településeket foglalja magába:
1. Abaújlak
2. Abaújszolnok
3. Abod
4. Alacska
5. Alsógagy
6. Alsóvadász
7. Baktakék
8. Balajt
9. Bánhorváti
10. Berente
11. Beret
12. Boldva
13. Borsodszirák
14. Büttös
15. Csenyéte
16. Csobád
17. Damak
18. Debréte
19. Dédestapolcsány
20. Detek
21. Edelény
22. Fáj
23. Fancsal
24. Felsőgagy
25. Felsővadász
26. Forró
27. Gadna
28. Gagyapáti
29. Gagybátor
30. Gagyvendégi
31. Galvács
32. Hangács
33. Hegymeg
34. Hernádszentandrás
35. Homrogd
36. Ináncs
37. Irota
38. Izsófalva
39. Kány
40. Kazincbarcika
41. Kázsmárk
42. Keresztéte
43. Kiskinizs
44. Kondó
45. Krasznokvajda
46. Kupa
47. Ládbesenyő
48. Lak
49. Léh
50. Litka
51. Mályinka
52. Meszes
53. Monaj
54. Múcsony
55. Nagybarca
56. Nyésta
57. Nyomár
58. Pamlény
59. Perecse
60. Rakaca
61. Rakacaszend
62. Rásonysápberencs
63. Rudolftelep
64. Sajóecseg
65. Sajóivánka
66. Sajókápolna
67. Sajópálfala
68. Sajósenye
69. Sajószentpéter
70. Sajóvámos
71. Selyeb
72. Szakácsi
73. Szászfa
74. Szendrőlád
75. Szuhakálló
76. Tardona
77. Tomor
78. Tornabarakony
79. Tornaszentjakab
80. Vadna
81. Viszló
82. Ziliz

## Országgyűlési képviselője
| Név            | Párt                                         | Párt        | Terminus | Megjegyzés                                   |
| -------------- | -------------------------------------------- | ----------- | -------- | -------------------------------------------- |
| Demeter Zoltán |                                              | Fidesz-KDNP | 2014 –   | A 2014-es országgyűlési választás eredménye: |
| Demeter Zoltán | A 2018-as országgyűlési választás eredménye: | Fidesz-KDNP | 2014 –   |                                              |
| Demeter Zoltán | A 2022-es országgyűlési választás eredménye: | Fidesz-KDNP | 2014 –   |                                              |

## Demográfiai profilja
| Iskolai végzettség                | Iskolai végzettség               | Iskolai végzettség | Iskolai végzettség | Iskolai végzettség |
| --------------------------------- | -------------------------------- | ------------------ | ------------------ | ------------------ |
|                                   |                                  |                    |                    | fő                 |
| Általános iskolát nem végezte el  | Általános iskolát nem végezte el |                    | 3019               | 3019               |
| Általános iskola                  | Általános iskola                 |                    | 17649              | 17649              |
| Szakmunkás                        | Szakmunkás                       |                    | 18583              | 18583              |
| Érettségi                         | Érettségi                        |                    | 23198              | 23198              |
| Diploma                           | Diploma                          |                    | 8905               | 8905               |
| A 2022. évi népszámlálás szerint. |                                  |                    |                    |                    |

A Borsod-Abaúj-Zemplén vármegyei 4. sz. választókerület lakónépessége 2022. október 1-jén 89 864 fő volt. A 2011-es és a 2022-es népszámlálás között 8135 fővel csökkent a választókerület lakosság száma. A választókerületben a korösszetétel alapján a legtöbben a középkorúak élnek 30 332 fővel, míg a legkevesebben az időskorúak 16 405 fővel. A választókerület lakosságának a 82,1%-nál van internet elérési lehetőség.
A legmagasabb befejezett iskolai végzettség szerint az érettségi végzettséggel rendelkezők élnek a legtöbben 23 198 fő, utánuk a következő nagy csoport a szakmunkások 18 583 fővel.
Gazdasági aktivitás szerint a lakosság közel fele foglalkoztatott 38 568 fő, második legjelentősebb csoport az inaktív keresők, akik főleg nyugdíjasok 22 325 fővel.
A választókerület legjelentősebb nemzetiségi csoportja a cigány 4766 fő, illetve a német 301 fő. Magyar állampolgársággal nem rendelkező külföldi állampolgárok aránya 0,4%.
Vallási összetétel szerint a választókerületben lakók legnagyobb vallása a római katolikus (16 321 fő), valamint jelentős közösség még a reformátusok (12 633 fő). A vallási közösséghez nem tartozók száma szintén jelentős (7670 fő), a választókerületben a harmadik legnagyobb csoport a római katolikusok és a reformátusok után.

## Országgyűlési választások
| Párt                             |                        | Jelölt                 | Szavazatok | %     | ± %   |
| -------------------------------- | ---------------------- | ---------------------- | ---------- | ----- | ----- |
| Fidesz-KDNP                      |                        | Demeter Zoltán         | 24 636     | 54,39 | 9,67  |
| Egységben Magyarországért        |                        | Üveges Gábor           | 15 648     | 34,55 | 16,99 |
| Mi Hazánk                        |                        | Galán Máté             | 3276       | 7,23  | Új    |
| MKKP                             |                        | Nagy Dávid             | 856        | 1,89  | Új    |
| MEMO                             |                        | Endre László András    | 256        | 0,57  | Új    |
| Normális Párt                    |                        | Pető Krisztián         | 252        | 0,56  | Új    |
| Munkáspárt-ISZOMM                |                        | Menyhért Roland        | 92         | 0,20  | 0,36  |
| Egyéb pártok                     |                        |                        | 277        | 0,61  | 2,34  |
| Megjelent                        | Megjelent              | Megjelent              | 46 060     | 62,06 | 2     |
| Választópolgárok száma           | Választópolgárok száma | Választópolgárok száma | 74 214     | 100   | 4,6   |
| A Fidesz-KDNP tartja a körzetet. |                        |                        |            |       |       |

| Párt                             | Párt                   | Jelölt                 | Szavazatok | %     | ± %   |
| -------------------------------- | ---------------------- | ---------------------- | ---------- | ----- | ----- |
|                                  | Fidesz-KDNP            | Demeter Zoltán         | 21 905     | 44,72 | 7,58  |
|                                  | Jobbik                 | Egyed Zsolt            | 14 779     | 30,17 | 2,36  |
|                                  | MSZP-Párbeszéd         | Gúr Nándor             | 8458       | 17,27 | 10,68 |
|                                  | LMP                    | Üveges Gábor           | 1649       | 3,37  | 1,46  |
|                                  | Momentum               | Győri Gyula            | 359        | 0,73  | Új    |
|                                  | Munkáspárt             | Kardos Mihály          | 272        | 0,56  | 0,24  |
|                                  | Együtt                 | Elek Zsófia            | 111        | 0,23  | 27,72 |
|                                  | Egyéb pártok           |                        | 1453       | 2,95  | 1,25  |
| Megjelent                        | Megjelent              | Megjelent              | 49 833     | 64,06 | 7,11  |
| Választópolgárok száma           | Választópolgárok száma | Választópolgárok száma | 77 789     | 100   | 3,17  |
| A Fidesz-KDNP tartja a körzetet. |                        |                        |            |       |       |

| Párt                                | Párt                   | Jelölt                 | Szavazatok | %     |
| ----------------------------------- | ---------------------- | ---------------------- | ---------- | ----- |
|                                     | Fidesz-KDNP            | Demeter Zoltán         | 16 696     | 37,14 |
|                                     | Összefogás             | Klimon István          | 12 563     | 27,95 |
|                                     | Jobbik                 | Miklós Árpád           | 12 500     | 27,81 |
|                                     | LMP                    | Gulyás Pál             | 859        | 1,91  |
|                                     | Munkáspárt             | Kardos Mihály          | 361        | 0,8   |
|                                     | Szociáldemokraták      | Kovács Imre József     | 92         | 0,2   |
|                                     | Egyéb pártok           |                        | 1881       | 4,2   |
| Megjelent                           | Megjelent              | Megjelent              | 45 747     | 56,95 |
| Választópolgárok száma              | Választópolgárok száma | Választópolgárok száma | 80 329     | 100   |
| A Fidesz-KDNP nyeri meg a körzetet. |                        |                        |            |       |

## Ellenzéki előválasztás – 2021
| Frakció                            |                 | Jelölő szervezetek         | Jelölt          | Szavazatok | %     |
| ---------------------------------- | --------------- | -------------------------- | --------------- | ---------- | ----- |
| Jobbik                             |                 | Jobbik, DK, LMP, ÚVNP, MMM | Üveges Gábor    | 3000       | 66,34 |
| Momentum                           |                 | Momentum, MSZP, Párbeszéd  | Hornyák Evelin  | 1230       | 27,20 |
| LMP                                |                 | Független                  | Koleszár István | 292        | 6,46  |
| Összes szavazat                    | Összes szavazat | Összes szavazat            | Összes szavazat | 4522       |       |
| Üveges Gábor nyeri meg a körzetet. |                 |                            |                 |            |       |